# El ball de la civada
El ball de la civada és una cançó i ball popular catalana, que està relacionada amb les feines del camp; antigament era ballada només pels homes. Aquesta dansa expressa, amb diversos moviments, la feina del pagès, des de la sembra dels cereals fins al seu consum, passant per la collita del gra i l'elaboració del pa.
Va ser una dansa molt coneguda i estesa per tot el territori català, la qual cosa comportà petites variants segons el lloc on era cantada i ballada.

## Lletra
Vegeu la lletra completa de la cançó a Viquitexts
1. El ball de la civada, jo us el cantaré; (bis)

el pare, quan la fangava, feia així, feia així;

se'n dava un truc al pit i se'n girava així.

Treballem, treballem, que la civada, que la civada,

treballem, treballem, que la civada guanyarem.

2. El ball de la civada, jo us el cantaré; (bis)

el pare, quan la llaurava, feia així, feia així;

se'n dava un truc al pit i se'n girava així.

Treballem, treballem, que la civada, que la civada,

treballem, treballem, que la civada guanyarem.

3. El ball de la civada, jo us el cantaré; (bis)

el pare, quan la sembrava, feia així, feia així;

se'n dava un truc al pit i se'n girava així.

Treballem, treballem, que la civada, que la civada,

treballem, treballem, que la civada guanyarem.

4. El ball de la civada, jo us el cantaré; (bis)

el pare, quan la segava, feia així, feia així;

se'n dava un truc al pit i se'n girava així.

Treballem, treballem, que la civada, que la civada,

treballem, treballem, que la civada guanyarem.

### Versions alternatives
Segons la versió recopilada per Teresa Clota, la seqüència estròfica era llaurava, sembrava, segava, batia, molia, pastava, coïa i menjava.

## Característiques

### Punts de dansa i figures
Galop, punteig, gir, representació gestual.

### Posició inicial
En rotllana, amb les mans agafades i avall.

### Moviment i evolució
En la primera i segona frase musical (AA) ens desplacem tot puntejant en sentit contra horari, i acabem amb els peus junts i encarats a l'interior de la rotllana.
En la frase B ens deixem anar de les mans i fem l'acció que vulguem representar (llaurar, sembrar…) i seguint la lletra de la cançó, en la quarta frase, ens donem un cop al pit i fem mitja volta en sentit contra horari, quedant encarats enfora de la rotllana.
En la quinta i sexta frase (CC') ens donem les mans i ens desplacem en sentit contra horari fent galop. Reprenem la dansa repetint tots els passos anteriors, però ara desplaçant-nos en sentit horari.

### Mètrica
Binària, ja que té compàs de 2/4

## Edat recomanada
Nens i nenes d'entre sis i set anys